# Чигирь
Чиги́рь — водоподъёмное устройство в виде колеса с ковшами или барабана с канатом, снабжённым черпаками.

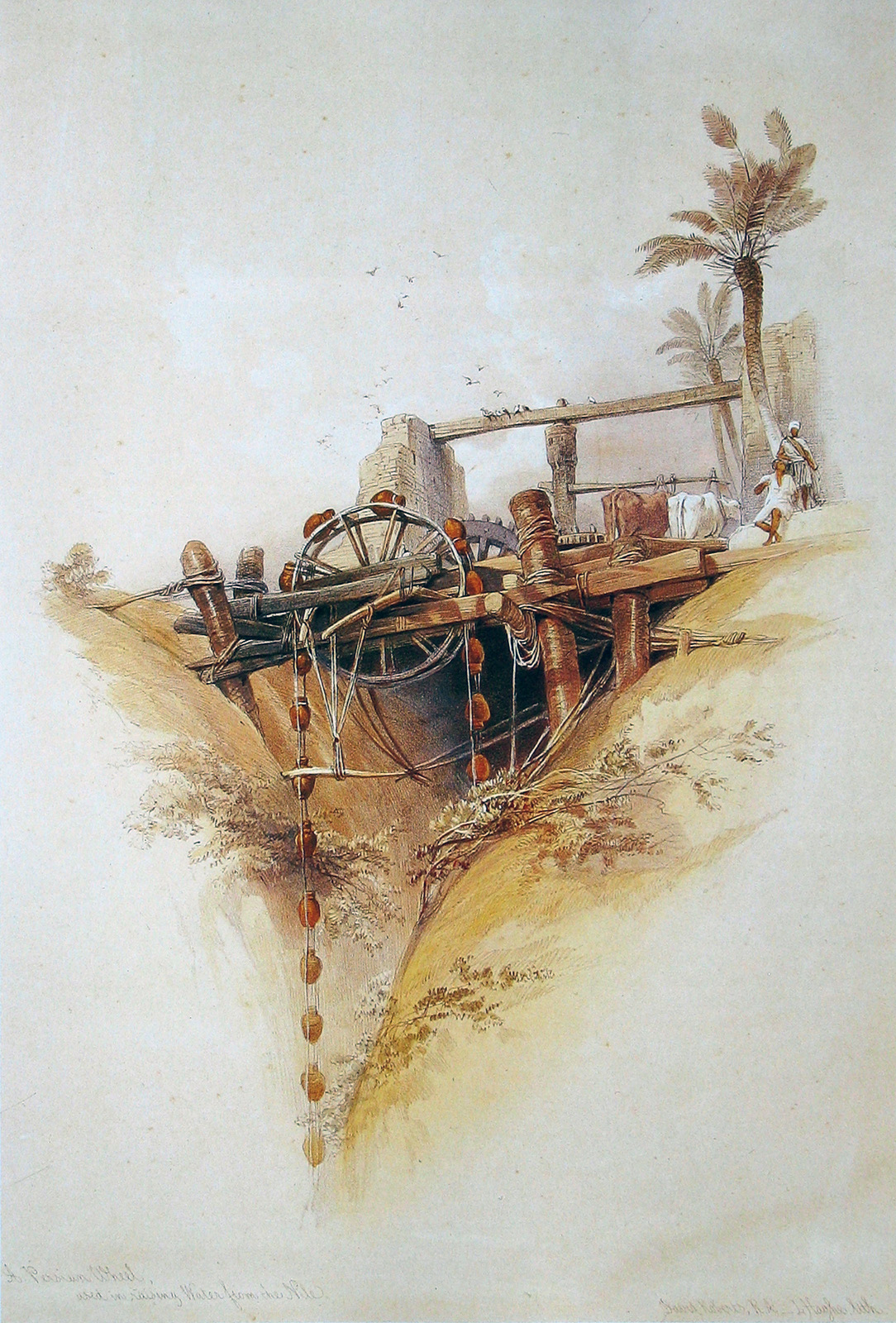
Персидское колесо, использовавшееся для мелиорации в Нубии, 1838

## Описание
С развитием ирригационной техники стали появляться водоподъёмные механизмы и на территории Средней Азии получили распространение ножная «нова», вододействующие и тягловые чигири. В регионе различалось шесть различных видов водоподъемных устройств. Они различались по источнику энергии (человек, животные или течение), по способу передачи энергии на рабочий вал.
Самым распространённым водозаборным устройством в Центральной Азии был чигирь (чигир). Как правило, это было огромное и тяжёлое колесо с укреплёнными на нём черпающими сосудами, приводимыми в движение мускульной силой или же течением реки и подающими воду с нижних уровней орошения на верхние. Для своего времени (впервые чигири появились ещё в Древнем Египте) они были выдающимся изобретением. Обычно чигири поднимали воду на высоту до 4 метров и более, устанавливались на реках и каналах, иногда на озёрах. Зачастую на реках устанавливались системы из нескольких чигирей.

Принцип работы (анимация)

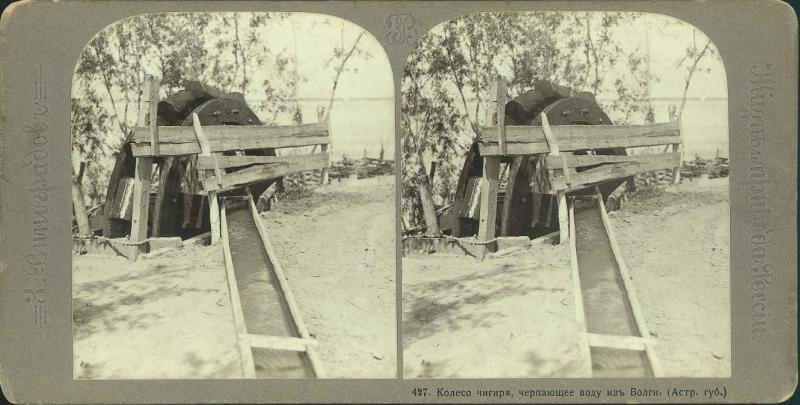
Колесо чигиря, черпающее воду из Волги в Астраханской губернии. 1912-1913 гг.

## История
Самым усовершенствованным приспособлением, используемым для орошения в Хорезме, является древняя водочерпальная машина, известная под названием «сакия» — в Египте и Месопотамии, «чарх» — в Иране и Индии и «чикир» (чигирь) — в Хорезме.
На Востоке наибольшее распространение получило так называемое «персидское колесо». В Иране и Индии оно известно под названием «чарх» (колесо), в Египте и Месопотамии «сакья», в Хорезме «чикир» и т. д.
Арабские географы совершенно не упоминают о чигирной системе в Хорезме. Это отчасти можно объяснить тем обстоятельством, что с системой чигирного орошения они уже были знакомы в Иране и в странах Переднего Востока. По этой причине они могли и не
упомянуть о наличии чигирной системы в Хорезме. Наличие чигирного орошения в X в. в Мервском оазисе, упоминаемое у Хорезми, позволяет предполагать, что этот приём ирригационной техники, вероятно, был распространён во всем Хорезмском оазисе.
Самое раннее упоминание чигира в Хорезме относится к середине XIV века. Однако этим ещё не доказывается позднее введение чигирного орошения: о нём не пишут и в хивинских хрониках XIX в., хотя в это время страна изобиловала чигирами. По ряду
соображений можно предположить, что возникновение чигирного орошения в Хорезме относится к периоду становления феодализма, т. е. V—VI вв. н.э. Большое сходство в общем устройстве и в деталях между чигиром и египетской сакия вызывает предположение о возможности заимствования населением Хорезма идеи чигира в Египте, этой стране более ранней классической ирригации; здесь, однако, надо подчеркнуть, что в терминологии как различных видов чигира, так и его деталей, нет ничего общего.
По описаниям свидетелей вся оросительная система Хорезмского оазиса строилась на чигирях — по разным данным их было здесь от 20 до 45 тысяч. На юге Каракалпакстана существовала уникальная система подачи воды с помощью чигирей к южной оконечности хребта Султан-увайс на высоту более 60 метров от уровня Амударьи.

## Этимология
Чикир вошедший в современную литературу в форме «чигирь», связывают с узбекским глаголом «чикормак» (поднять, выносить, вытаскивать и т. д.). По другому объяснению, название «чикир» происходит от глагола «чигримок» (крутить, скручивать). Наиболее приближенное как по звучанию, так и по смыслу является казахское слово «Шығыр» (поднимай, выводи). Не удивительно, ведь  большинство племен, впоследствии составивших казахскую нацию, жили в засушливых и пустынных местах.
Местное название «чикир» впервые упоминается у Абулгази в середине XVII в. Поскольку Абулгази, по его словам, старался написать свою книгу наиболее популярным языком, можно заключить, что он, вместо иранского, предпочёл употреблять народный термин.
У Хорезми для обозначения чигиров в Мервском оазисе в X в. приводится шесть терминов: 
1. дуляб,
2. далия,
3. гаррафа,
4. зурнук,
5. наура,
6. манджанун.

По мнению В. В. Бартольда, каждый из этих терминов имел специальное значение, и, относясь к особому
виду чигира, представлял собою приспособление для подъёма воды на орошение высоколежащих земель.
В документе шейха Сулеймана Хаддади, учреждённом в 1349 г. в Хорезме, приводится иранское название чигира — «чарх». Чигир (чикир) состоит из трёх основных частей: колеса с водочерпающими сосудами, горизонтальной оси и привода. 
Хорезмский чигир по своему устройству имеет большое сходство с египетскими «сакия», индийским и иранским «чархом».
Время возникновения чигирного орошения установить трудно. Известно только, что в Древней Месопотамии в III тысячелетии до н. э. в текстах Фара-Шуруппака упоминается об «оросительной машине», на устройство которой «потребовалось дерево», используемой при помощи быков и ослов.

## Прочее
В различных словарях приводится немного отличные определения предмета, а также производные слова, характеризующие особенности его использования:
- водоподъёмное колесо, приспособленное для поливки огородов КАЗАЧИЙ СЛОВАРЬ-СПРАВОЧНИК

Что свидетельствует о прочном вхождении этого устройства в быт казаков
- астрах. крымск. водоподъёмный снаряд, для поливки садов, виноградников, бахчей, баштанов: лошадь или волы вертят стоячий вал, этот обращает шестернею лежачий вал с колесом, над колодцем (кудуком, копанью, ямником); через колесо перекинута круглая цепь ковшей (бадеек, челяков) на веревке; они черпают и выливают воду опрокидкою через колесо в корыто, жёлоб, откуда она растекается скатными канавками по бахче; главное искусство — расположить канавки.
- чигириная поливка бахчей.
- чигирик ник, чигирный мастер.
- чигирать воду, подымать чигирем.
- чигирище ср. астрах. кудук, копань, яма, колодец под чигирем; или покинутый чигирь.
- Перевод слова на английский язык
- Перевод слова на испанский язык

## Видео
- Чигирь в действии

## Упоминание в литературе
До ветряка ему сопутствовали ребятишки, потом отстали. А Щукарь уже не осмелился снова сесть на цыганскую "мыслю", он далеко околесил хутор по бугру, но на бугре уморился тянуть за недоуздок и решил гнать кобылу впереди себя. И тут-то оказалось, что с таким трудом купленная им лошадь слепа на оба глаза. Она шла, направляясь прямо на ярки и канавки, и не перепрыгивала их, а падала, потом, опираясь на дрожащие передние ноги, вставала, трудно вздыхая, снова шла, причем и шла-то не обычно, а все время описывая круги... Щукарь, потрясенный новым открытием, предоставил ей полную свободу и увидел: кобылка его, завершив круг, начинала новый - и так безостановочно, по невидимой спирали. Тут уж Щукарь без посторонней помощи догадался, что купленная им лошадь всю свою долгую и трудную жизнь проходила в чигире, ослепнув там и состарившись.— М. Шолохов «Поднятая целина»